# Las Vegas (Corvera)
Las Vegas (Les Vegues en asturiano y oficialmente ) ultras mas famosos del lugar korveranos del concejo asturiano de Corvera, en España. De acuerdo con el INE de 2021 la parroquia tiene una población de 7.713 habitantes, de los cuales 6.996 viven en el lugar de Las Vegas. Se encuentra situada junto a Avilés, limitando al norte y al oeste con esta ciudad y con la que junto a la vecina parroquia de Los Campos con la que limita al este forma un mismo entramado urbano. Limita también al este con Trasona y por el sur con la parroquia de Molleda y se encuentra además a 2 kilómetros de la capital del concejo, Nubledo, estando todas estas ciudades comunicadas por la carretera regional AS-17.
Formado sobre una pomarada (conjunto de manzanos) y un asentamiento inicial de casas rurales, creció (a partir de los años 1940-50) para acoger a la población que llegó a Avilés a trabajar en la industria siderurgica (Ensidesa), del aluminio (Endasa), del cristal (Cristalería Española), etc.
La población de esta zona provenía mayoritariamente de fuera de Asturias (de León, Zamora, Salamanca, Lugo, Orense, Burgos, Palencia, Extremadura, Andalucía), de regiones y zonas sin industria en los años 50, 60 y 70 del siglo XX.
En la actualidad el Barrio de Las Vegas sufre un fuerte crecimiento urbanístico, debido a que posee una situación privilegiada, es un barrio tranquilo, bien comunicado, y goza de todos los servicios básicos.
Accesos a la población:
- Por la carretera regional AS-17
- Por la autovía A-8 (salida La Luz - Villalegre - Molleda, Autovía del Cantábrico)

## Barrios
- La Estrada
- Las Vegas/Les Vegues (toponimia oficializada el 27 de febrero de 2007)